# 吕桑-阿代亚克
吕桑-阿代亚克（法語：Lussan-Adeilhac，法語發音：[lysɑ̃ adɛjak]）是法国上加龙省的一个市镇，属于米雷区。该市镇于1839年由原市镇吕桑（Lussan）和阿代亚克（Adeilhac）合并而成。

## 地理
吕桑-阿代亚克（43°17'56"N, 0°56'28"E）面积12.62 平方千米，位于法国奧克西塔尼大區上加龙省，该省份为法国西南部内陆省份，西南端与西班牙接壤，自此顺时针与上比利牛斯省、热尔省、塔恩-加龙省、塔恩省、奥德省和阿列日省接壤。
与吕桑-阿代亚克接壤的市镇（或旧市镇、城区）包括：波拉斯特龙、邦克、卡斯泰尔诺皮康波、卡斯蒂-拉布朗德、法巴、弗朗孔、菲斯蒂尼亚克、蒙泰居布尔雅克、佩里萨、薩穆揚。
吕桑-阿代亚克的时区为UTC+01:00、UTC+02:00（夏令时）。

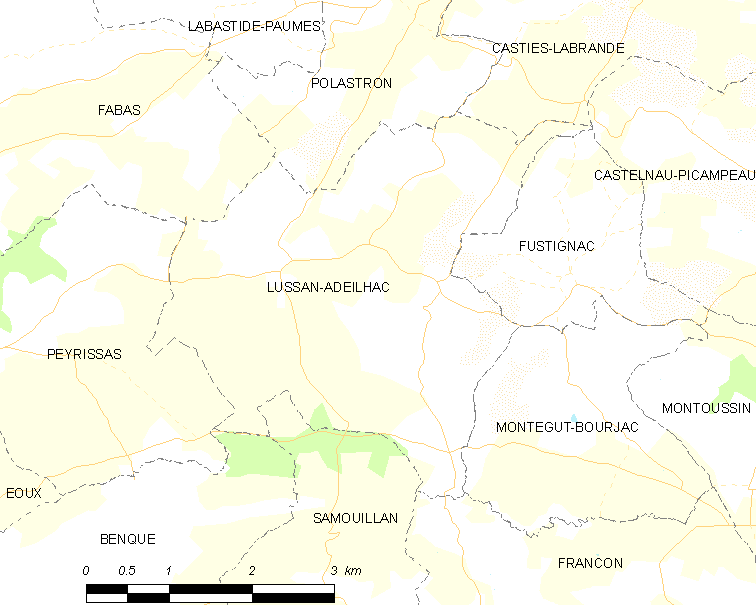
吕桑-阿代亚克的OSM定位图

## 行政
吕桑-阿代亚克的邮政编码为31430，INSEE市镇编码为31309。

## 政治
吕桑-阿代亚克所属的省级选区为卡泽尔县。

## 人口

1962-2008年间吕桑-阿代亚克人口变化图示

吕桑-阿代亚克于2022年1月1日时的人口数量为238人。